# Pruszcz (powiat drawski)
Pruszcz (niem. Ratheide) – wieś w Polsce położona w województwie zachodniopomorskim, w powiecie drawskim, w gminie Kalisz Pomorski. W latach 1975–1998 miejscowość administracyjnie należała do województwa koszalińskiego. W roku 2007 wieś liczyła 5 mieszkańców. Miejscowość wchodzi w skład sołectwa Krężno.

## Geografia
Wieś leży ok. 800 m na wschód od Krężna, przy drodze krajowej nr 10.